# Rufus Bullock
Rufus Brown Bullock, född 28 mars 1834 i Bethlehem, New York, död 27 april 1907 i Albion, New York, var en amerikansk republikansk politiker och affärsman. Han var Georgias guvernör 1868–1871.

## Tidig karriär
Bullock var expert i telegrafi som var på Amerikas konfedererade staters sida i amerikanska inbördeskriget. Efter kriget var han verkställande direktör för järnvägsbolaget Macon and Augusta Railroad och grundade banken Augusta First National Bank.

## Guvernör och affärsman i Atlanta
Bullock efterträdde 1868 Thomas H. Ruger som Georgias guvernör och efterträddes 1871 av Benjamin F. Conley. Som guvernör förespråkade han afroamerikanernas rättigheter och hans avgång var resultatet av en hatkampanj mot honom som leddes av Ku Klux Klan. Framför allt anklagades Bullock för korruption. Efter sin avgång flydde Bullock Georgia men återvände år 1876 för korruptionsrättegången mot honom där domen var friande. Efter rättegången stannade han i Atlanta fram till år 1903 och var en av de centrala personerna i stadens näringsliv.

## Död och eftermäle
Bullock avled 1907 och gravsattes på Mount Olivet Cemetery i Albion i delstaten New York. Fördomarna mot Bullock som en typisk carpetbagger förekommer bland annat i Margaret Mitchells roman Borta med vinden. I själva verket var Bullock en mångfacetterad person som trodde på afroamerikanernas rättigheter, var uppfostrad av abolitionister i nordstaterna men stred på sydstaternas sida i inbördeskriget.